# Forest Hill (Oxfordshire)
Forest Hill – wieś w Anglii, w hrabstwie Oxfordshire, w dystrykcie South Oxfordshire. Leży 8 km na wschód od Oksfordu i 77 km na zachód od Londynu. W 2001 miejscowość liczyła 841 mieszkańców.